# Chazelles, Haute-Loire
Chazelles là một xã thuộc tỉnh Haute-Loire nam trung bộ nước Pháp. Xã Chazelles, Haute-Loire nằm ở khu vực có độ cao trung bình 650 mét trên mực nước biển.